# أندريه بيرتيلوت
أندريه بيرتيلوت هو شخصية أعمال وفيلسوف وسياسي فرنسي، ولد في 20 مايو 1862 في باريس في فرنسا، وتوفي بنفس المكان في 6 يونيو 1938. انتخب General councillor of the Seine ‏ (1894 – 1898) وانتخب  (11 يناير 1920 – 8 يناير 1927) وانتخب Member of parliament for the Seine ‏ (22 مايو 1898 – 31 مايو 1902).